# ورا کریپکینا
ورا کریپکینا (روسی: Вера Самуиловна Крепкина (Калашникова)؛ زادهٔ ۱۶ آوریل ۱۹۳۳) دوومیدانی‌کار بازنشستهٔ روسی است که برای اتحاد جماهیر سوسیالیستی شوروی در سه المپیک (از ۱۹۵۲ تا ۱۹۶۰) مسابقه داد و موفق به کسب مدال طلای پرش طول در المپیک ۱۹۶۰ رم شد.
کرپکینا در مسابقات کشوری و بین‌المللی در مجموع برندهٔ ۳ مدال طلا و ۱ نقره شده‌است. او همچنین برندهٔ نشان لنین شده‌است.